# Programmations du Festival au Pont du rock
 (juin 2023).
Le festival au Pont du rock propose une programmation axée sur le rock depuis 1989.

## Années 1980

### 1989
Happy Drivers, Les Wampas, Dead Grégory’s, Fils de Novembre et Sendero

## Années 1990

### 1990
Les Dogs, Les Garçons Bouchers, Raftink (GB), Kurt, Red Alert (GB), Red London (GB), Mister Moonlight

### 1991
Les Satellites, Les Thugs, Kid Pharaon, Le Cri de la mouche, Black Maria, Stepping Stones

### 1992
Dominic Sonic, Les Sheriff, Dirty Hand, Mauvais Sang, Welcome to Julian, Senseless Things (GB)

### 1995
Miossec, Lucky Peterson, Bernard Allison, Roadrunners, The Little Rabbits, Welcome to Julian

### 1996
Emma, Sons of the Desert, Otis Redding III (USA), Big Soul (USA), The Young Gods (Suisse), La Famille Boost

### 1997
Mass Hysteria, Les Clam’s, Louise Attaque, Les Ejectés, Les Wampas et Täyfa

### 1998
LKJ (GB), ONB, Dolly, Burning Heads, Zézé Mago et Zebra Expérience

### 1999
Mass Hysteria, Marcel et son Orchestre, Freedom For King Kong, The Silencers (GB), Armens, K2R Riddim, Groov’ Mafia et Les Farfadas.

## Années 2000

### 2000
Arno, Les Négresses Vertes, Silmarils, Les Hurlements d'Léo, Babylon Circus, Watcha, Wolfunkind, Mister Toons, El Zef et les Piroguiers de l’Aff.

### 2001
Sinsemilia, Mister Gang, Marousse, Upset, Beth, Uncommonmenfrommars, La Souris Déglinguée, Gordon Mac Arthur et Toubab’hou.

### 2002
La Ruda Salska, Spook & The Guay, Sinclair, Dolly, Les Amis d'ta femme, Zencool, Dj Clay, Tagada Jones, Grimskunk et Mécaphone.

### 2003
Ska-P, Popa Chubby, La Tordue, Le Peuple de l'Herbe, Superbus, Skunk, Bazooka Circus, La Phaze, The Craftmen Club, Stevo’s Teen, Pustule et son bidule, Nevrotic explosion. (le festival a été annulé pour cause d'intempéries)

### 2004
Funky Brewster, Luke, TV Men, Sergent Garcia, Contra Legem, Bénabar, Bikini Machine, Ska-P, La Phaze, Hard-Ons

### 2005
Alpha Blondy, Saez, Louis Bertignac, Fishbone, A.S. Dragon, Tokyo Sex Destruction, Nouvel R, Nevrotic explosion, X Makeena, Laetitia Shériff et Inner Terrestrials

### 2006
- 28 juillet : Hubert-Félix Thiéfaine, The Stranglers, Les Hurlements d'Léo, Freedom For King Kong, HushPuppies, Job Lak E Barzh et The Lords of Altamont,
- 29 juillet : Têtes Raides, Goran Bregović et l'Orchestre des mariages et enterrements, Patrice et The Shashamani Band, The Elektrocution, Nashville Pussy, Che Sudaka, Two Tone Club  et Stereotypical Working Class.

### 2007
- 27 juillet : Horace Andy, DJ Champion, Mademoiselle K, François Hadji-Lazaro, Eiffel, Riké, Bikini Machine et Ezra
- 28 juillet : Mass Hysteria, Tété, Da Silva, Les Caméléons, Zenzile, Jehro, Burning Heads, Missill, Cloudy et L'Opium du Peuple

### 2008
- 25 juillet : dEUS, Dionysos, EZ3kiel, Rubin Steiner, The Heavy et Twenty-One Cigarettes
- 26 juillet : Cali, Popa Chubby, Daniel Darc, Moriarty, Svinkels, High Tone, Dirty Fonzy et Jack on the Dancefloor Experience

### 2009
- 24 juillet :  Assassin, Tagada Jones & le Bal des Enragés, Buzzcocks, Ultra Vomit, The Toy Dolls et Mukti (gagnant du tremplin)
- 25 juillet : Tricky, Groundation, Les Wampas, Babylon Circus, Yodelice, Coming Soon, The Craftmen Club et 8°6 Crew

## Années 2010

### 2010
- 30 juillet : Bad Religion, Shaka Ponk, Pony Pony Run Run, Civet, The Inspector Cluzo et The Brownson Jacks
- 31 juillet :  Archive, Izia, Gaëtan Roussel, Yuksek, Carmen Maria Vega, Ebony Bones, Gablé, Plastiscines, Lyre le Temps et Lyse (vainqueur tremplin)
- 1er août : Celtas Cortos, Merzhin, Plantec et Red Cardell

### 2011
- 29 juillet : Moriarty, Lilly Wood & the Prick, Deportivo, La Phaze, Dirty Fonzy, Furs
- 30 juillet : Katerine, Catherine Ringer, Selah Sue, The Dø, Chinese Man, Mademoiselle K, Skip the Use, Winston Mcanuff & the Bazbaz Orchestra, Opium du peuple et les Opiumettes, Matiz Mettise

### 2012
- 18 février (Tremplin) : Black Cherry Cirkus, Darez, Drunken Butterfly, The Eight's, ElusiveE Experience

- 27 juillet : Birdy Nam Nam, The Shoes, Sallie Ford and the Sound Outside, Imany, Darez, Les 3 Fromages
- 28 juillet : Revolver, Camille, Arthur H, Miossec, Stuck in the Sound, Izia, Puppetmastaz, Death in Vegas, The Decline !, Les Enfants de Morphée

### 2013
- 26 juillet : Wax Tailor, Kavinsky, Stupeflip, The Bellrays, Breton, Birth of Joy, The 1969 Club, Buster Shuffle, Yosh Dub the Clash, Twelve Feet Under
- 27 juillet : Les Ogres de Barback, Arno, Olivia Ruiz, Féfé, Lescop, 1995, The Jim Jones Revue, Carbon Airways, The Popopopops, Little Trouble Kids, The Hyènes, The Struts, San'jyla

### 2014
- 25 juillet : Yodelice, FFF, Étienne de Crécy, Triggerfinger, Deluxe, Tagada Jones, Shantel & Buconiva Club Orkestar, The Skints et King of Nothings.
- 26 juillet : IAM, Vitalic "VTLZR", Thomas Fersen, Skip the Use, Anna Calvi, Griefjoy, Nasser, Von Pariahs, Blitz the Ambassador, Billy Hornett, St-Lo et The Seasons (Vainqueur Tremplin).

### 2015
- 24 juillet : Rodrigo y Gabriela, Moriarty, Minuit, Balthazar, Le Peuple de l'Herbe, High Tone meets Oddateee, Jambinai, Success et Ask After B (Vainqueur Tremplin).
- 25 juillet : Asaf Avidan, Izia, Jeanne Added, No One Is Innocent, Danakil, Talisco, Last Train, Soviet Suprem, Joris Delacroix, Salut c'est Cool, BRNS, The Wanton Bishops, MellaNoisEscape et FUZETA.

### 2016
- 29 juillet : Nada Surf, Deluxe, Mickey 3D, Mass Hysteria, Thylacine, The Dizzy Brains, Toybloïd, A State of Mind, Black Box Revelation et Chouette (Vainqueur Tremplin).
- 30 juillet : Hubert-Félix Thiéfaine, AaRON, Rone, Gogol Bordello, Bigflo et Oli, Feu! Chatterton, Naive New Beaters, The Inspector Cluzo, Zoufris Maracas, The Sunvizors, Not Scientists, JC Satan, Bantam Lyons et The Blue Butter Pot.

### 2017
- 28 juillet : Catherine Ringer, The Bloody Beetroots, Biga Ranx, Gérard Baste, Rodolphe Burger, The Legendary Tigerman, Steve 'N' Seagulls, Johnny Mafia et Gad Zukes (Vainqueur Tremplin)
- 29 juillet : Pete Doherty, La Femme, Chinese Man, Mat Bastard, Fishbach, The Limiñanas, Taiwan MC, Kaviar Special, Frustration (groupe), La Poison, 7 Weeks, Vandal et Les Pickels.

### 2018
- 3 août : MHD, Pleymo, Les Négresses vertes, Hyphen Hyphen, ALB, Too Many T's, MNNQNS et L'Entourloop feat Troy Berkley & N'Zeng.
- 4 août : Kyo, Trust, Patrice, Gauvain Sers, No One Is Innocent, Ultra Vomit, General Elektriks, Fakear, Møme, Flor del Fango et Lysistrata.

### 2019
- 2 août : La Ruda, Le Bal des Enragés, Ofenbach live, Bénabar, PLK, Georgio, Vanupié, Jahneration, Layonz (vainqueur tremplin)
- 3 août : Charlie Winston, Clara Luciani, Eddy De Pretto, Mass Hysteria en remplacement de Good Charlotte, Big Spring en remplacement de Black Peaks, Delgres, The Blaze, Iphaze, Ko Ko Mo, Good Charlotte (déprogrammé, arrêt de la tournée par le groupe) et Black Peaks (déprogrammé, arrêt de la tournée par le groupe)

## Années 2020

### 2020
L'édition 2020 a été annulée à cause de la pandémie de Covid-19.
Programmation initialement prévue : 
- vendredi 31 juillet : Alain Souchon, Last Train, Naâman, Bagarre

- samedi 1er août : Petit Biscuit, Deluxe, Lorenzo, Panda Dub

### 2021
Programmation :
- No One Is Innocent, Last Train, Yseult, Arnaud Rebotini, Alain Souchon, Ultra Vomit, Tagada Jones, Asaf Avidan

### 2022
Programmation : 
- IAM, Eddy de Pretto, Balthazar, Zola, Odezenne, Panda Dub, Lofofora, Bon Entendeur, The Limiñanas, Synapson, Svinkels, Lujipeka, LUV Resval, Curtis Harding, Mezerg, BillX, Bagarre (Club), Magenta, Cachemire, Darcy, Fabulous Sheep, Gwendoline, We hate you Please Die, Shady Fat Kats, Carmeeline

### 2023
Vendredi 4 août :
- Acid Arab Live, Electric Brotha'Hood, Jeanne Added, Louis Bertignac, Luidji, Naâman, Pierre De Maere, Shame, Tiakola

Samedi 5 août :
- Clavicule, Lorenzo, Mc Solaar New Big Band Project, Meute, Niska, Nova Twins, Pogo Car Crash Control, Skip The Use, Vitalic

### 2024
Programmation :
Vendredi 2 août : Dinos, Kerchak, Les Sheriff, Osees, Rodrigo y Gabriela, Tiken Jah Fakoly, Trinix, Zaho de Sagazan
Samedi 3 août : Bertrand Belin, Christophe Maé, Favé, Fuzeta, Leto, Pomme, Slift, Worakls Orchestra, Déportivo